# Jan Banan och hans flygande matta
Jan Banan och hans flygande matta är ett studioalbum av den svenska popartisten Harpo, utgivet 1978 på EMI. Albumet utgavs ursprungligen på LP och utkom på CD 2005.
Albumet producerades av Harpo och Finn Sjöberg och var det första av Harpos album av inte produceras av Bengt Palmers.

## Låtlista
Alla låtar är skrivna av Harpo.
1. "Jan Banan"
2. "Min flygande matta"
3. "Chicomorando"
4. "Djungel-Jim"
5. "Humlan"
6. "Badrumssång"
7. "Amanda"
8. "Raspiga Rasmus"
9. "Hej mamma hej"
10. "Jag undrar så"
11. "Solen"

## Medverkande
- Björn Boström – moog, gitarr
- Hasse Breitholtz – moog, piano
- Per-Erik Hallin – piano
- Harpo – sång, producent
- Rolle Hermin – bas
- Erik Romantschicz – trummor, slagverk
- Finn Sjöberg – gitarr, slagverk, producent